# Destacamento
Destacamento (del francés détachement) designa comúnmente la fracción de tropa, más o menos numerosa, que se separa finalmente del núcleo principal de fuerzas a las que pertenece, para cumplir una misión especial de orden secundario a tal distancia del mismo, que la imposibilita, por lo regular, de tomar parte inmediata en los combates que aquel sostenga. Algunos llaman guerra de destacamentos a la que se desarrolla en zonas alejadas del teatro principal de operaciones, y no se propone más que objetivos secundarios para los que se requiere el empleo de columnas relativamente pequeñas.
La misión de proteger las líneas de las comunicaciones, de observar, bloquear o sitiar las plazas fuertes, de perseguir partidas y guerrillas, y otras muchas que suelen aumentar a medida que se prolonga la lucha, son otros tantos objetivos propios de este género de operaciones. En el Ejército Argentino, y en otros ejércitos tales como el peruano, un destacamento de armas combinadas es una unidad compuesta por la reunión bajo un solo comando de unidades de combate y de apoyo, de diferentes armas y servicios.